# John Levene
Pour les articles homonymes, voir Levene et Woods.
John Levene, né John Anthony Woods le 24 décembre 1941 à Salisbury, est un acteur anglais principalement connu pour ses nombreux rôles à la télévision anglaise à partir des années 1960, notamment pour le rôle du sergent Benton dans la série Doctor Who.

## Carrière
Il était vendeur de vêtements lorsque Telly Savalas le repéra et l'encouragea à passer le casting pour Les Douze Salopards (1967). Il rata son audition, mais s'intéressa au métier d'acteur. En rejoignant une association d'acteur, il adopte le nom de scène de John Levene afin que l'on ne puisse pas le confondre avec un autre John Woods. John Levene apparaît dans de nombreuses séries comme Adam Adamant Lives! Callan (1970), L'Aventurier (1972), et dans le film Go for a Take (1972).
Approchant la production de Doctor Who, il apparaît dans le rôle d'un Cybermen dans l'épisode de 1967 « The Moonbase » et l'année suivante dans le costume d'un Yéti dans « The Web of Fear », qui fait apparaître le Brigadier Lethbridge-Stewart sous le grade de Caporal. Il apparaît dans le rôle du Caporal Benton dans l'épisode de 1968 « The Invasion », le second de ce même Brigadier. Le personnage devenant récurrent au début des années 1970, John Levene est appelé régulièrement pour jouer le rôle de Benton, dorénavant devenu sergent.
En 1977, deux ans après avoir joué une dernière fois dans l'épisode de Doctor Who « The Android Invasion », il laisse tomber la carrière d'acteur pour fonder sa propre compagnie audiovisuelle, Genesis Communication, qui crée des spots publicitaires radiophoniques et des événements pour des marques comme Ford Motor Company, British Airways, KFC, Amway et Revlon.
Il reprend brièvement en 1988 le rôle de Benton pour une production non officielle dérivée de Doctor Who, Wartime. Après avoir émigré aux USA, il retourne à sa carrière d'acteur sous le nom de John Anthony Blake (reprenant le nom de sa mère). Il joue dans le film Cannibalistic, ainsi que dans la série Beetleborgs et fait des voix offs pour Disney

## Vie personnelle
Ayant émigré aux USA durant plusieurs années, John Levene est marié et père de deux enfants d'un précédent mariage.

## Filmographie

### Télévision
- 1967 : Doctor Who (Sgt. Benton)
- 1967 : Adam Adamant lives!
- 1970 : UFO, alerte dans l'espace (pilote d'interceptor)
- 1970 : Germinal
- 1972 : Callan
- 1973 : The Jensen Code
- 1996 : Beetleborgs

## Sources
- (en) Cet article est partiellement ou en totalité issu de l’article de Wikipédia en anglais intitulé « John Levene » (voir la liste des auteurs).

1. ↑  Lyons, Steve and Chris Howarth, "The Good Soldier" Doctor Who Magazine, #230, 27 September 1995, Marvel Comics UK Ltd., p. 44 (interview with Levene).